# Yumi
Yumi (弓) je japanski izraz za luk. Yumi je bilo važno oružje samurajskog ratnika tijekom feudalnog razdoblja Japana. Obično se koristi s japanskim strelicama poznatim kao ya.

## Povijest
Rani Japanci koristili su lukove različitih veličina, ali većina je bila kratka sa središnjim hvatom. Ovaj luk se zvao maruki yumi i izgrađen je od male mladice ili grane drveta. Nije poznato kada je asimetrični yumi ušao u upotrebu, ali prvi pisani zapis nalazi se u knjizi Wei, kineskom povijesnom rukopisu iz 3. stoljeća, koji opisuje ljude na japanskim otocima kako koriste "koplja, štitove i drvene lukove" za ruke; drveni lukovi izrađeni su s donjim udovima kratkim, a gornjim udovima dugim; i strelicama od bambusa s vrhovima od željeza ili kosti. " Najstariji asimetrični yumi do sada pronađen otkriven je u Nari, a procjenjuje se da potječe iz 5. stoljeća.
Tijekom razdoblja Heian (794. – 1185.) duljina yumija fiksirana je na nešto više od dva metra, a upotreba laminirane konstrukcije usvojena je od Kineza. Do kraja 10. stoljeća Japanci su razvili dvodijelni bambus i drvom laminirani yumi. Tijekom sljedećih nekoliko stotina godina konstrukcija luka se razvila, a do 16. stoljeća smatralo se da je dizajn gotovo savršen. Suvremeni bambusov yumi praktički je identičan yumi iz 16. i 17. stoljeća.